# Gian Luca Chiavari
S.E. Graf Gian Luca Chiavari (* 11. Januar 1935 in Rom) ist Ehren- und Devotions-Großkreuz-Bailli in Obedienz und war von 1999 bis 2014 Rezeptor des Gemeinsamen Schatzamtes des Malteserordens, eines der vier Hohen Ämter des Ordens.

## Leben
Die Grafen Chiavari entstammen dem Genueser Patriziat.
Chiavari ist der Sohn von S.E. Graf Gian Gerolamo Chiavari, dem Botschafter des Ordens bei der Italienischen Republik, und Gräfin Laura Pallavicino. Er ist verheiratet mit Gräfin Elena Cattaneo della Volta di Belforte, Ehren- und Devotions-Großkreuz-Dame in Obödienz des Ordens, und Vater von 3 Kindern.
Nach dem Studium an der Universität Genua promovierte er in Wirtschaftswissenschaften und war italienischer Delegierter bei der Internationalen Vereinigung der Studenten der Wirtschaftswissenschaften.
Er leistete seinen Militärdienst als Offizier beim Genueser Reiterregiment ab.
Bis 1994 war er Mitglied des Vorstandes der Shell Italia und war mehrere Jahre für die Shell-Gruppe im Ausland tätig.
Er ist stellvertretender Vorsitzender der Italienischen Adelsvereinigung und ehemaliger Vorsitzender des Ligurischen Adelsverbandes.

## Ordensleben
Chiavari wurde 1979 in den Malteserorden aufgenommen und legte im Jahr 1983 die Promess zur Obedienz ab und ist Ehren- und Devotions-Großkreuz-Bailli in Obedienz. 1999 wurde er vom Generalkapitel zum Rezeptor des Gemeinsamen Schatzamtes gewählt und 2004 und am 8. Juni 2009 auf 5 Jahre wiedergewählt.
Er ist stellvertretender Präsident des Pilgerwesens der Italienischen Zunge und Ratsmitglied im Magistratskomitee für die Lourdes-Wallfahrten. Zuvor war er im Rat der italienischen Assoziation und Mitglied im Kommunikationsbeirat des Ordens.